# Municipio Metropolitano de Mangaung
El Municipio Metropolitano de Mangaung es un municipio metropolitano que gobierna Bloemfontein y las localidades adyacentes en la provincia del Estado Libre en Sudáfrica. Mangaung es un nombre que proviene del idioma sesotho que significa «lugar de chitas». 

## Lugares principales
Según el censo de 2001 el municipio está dividido en las siguientes poblaciones:
| Localidad            | Código | Sup. (km²) | Población | Idioma principal |
| -------------------- | ------ | ---------- | --------- | ---------------- |
| Barolong Baga Moroka | 40501  | 911,66     | 8 556     | Sotho            |
| Bloemfontein         | 40502  | 287,46     | 111 697   | Afrikáans        |
| Botshabelo           | 40503  | 228,79     | 175 822   | Sotho            |
| Mangaung             | 40504  | 46,23      | 217 076   | Sotho            |
| Morago               | 40505  | 221,37     | 3 941     | Tswana           |
| Opkoms               | 40506  | 2,84       | 15 397    | Afrikáans        |
| Peter Swart          | 40507  | 1,97       | 10 002    | Sotho            |
| Rodenbeck            | 40508  | 2,05       | 7 837     | Sotho            |
| Sonskyn              | 40509  | 0,80       | 3 630     | Sotho            |
| Thaba 'Nchu          | 40510  | 216,23     | 67 269    | Sotho            |
| Resto del municipio  | 40511  | 4 364,11   | 24 220    | Sotho            |